# Wolf (Schiff, 1913)
Die Wolf war ein Hilfskreuzer und Minenleger der deutschen Kaiserlichen Marine, der im Ersten Weltkrieg eingesetzt wurde. Sie war ein umgebauter Frachter, der vorher unter dem Namen Wachtfels für die Bremer Reederei DDG „Hansa“ gefahren war und bordintern „der Wolf“ genannt wurde.
Das Schiff musste nach Ende des Weltkriegs an Frankreich ausgeliefert werden und wurde als Kombischiff Antinous zu den französischen Besitzungen im Pazifik eingesetzt. 1931 wurde das Schiff in Italien abgebrochen.

## Baugeschichte und ziviler Einsatz
Der spätere Hilfskreuzer Wolf entstand als Wachtfels 1913 bei der Flensburger Schiffbau-Gesellschaft. Sie gehörte zu einer Serie von sieben Frachtschiffen, die von vier deutschen Werften zwischen 1913 und 1915 an die Deutsche Dampfschiffahrtsgesellschaft „Hansa“ ausgeliefert wurden. Drei kamen in der ersten Jahreshälfte 1913 mit der Rappenfels vom Bremer Vulkan, der Wachtfels und der von Tecklenborg gelieferten Solfels in den Dienst der DDG „Hansa“. Bis zum Beginn des Ersten Weltkriegs kamen aus Flensburg die Schneefels sowie die Frankenfels und Greiffenfels von der AG Weser, die 1915 dann noch die Sonnenfels lieferte.
Drei der sechs ausgelieferten Schiffe gingen unmittelbar nach Kriegsausbruch verloren. Die Frankenfels befand sich in Kalkutta und wurde beschlagnahmt. Die auf dem Weg nach Colombo befindliche Rappenfels wurde von der Sloop Espiegle kurz vor dem Einlaufen auf See aufgebracht. Die von Kalkutta auf dem Weg nach New York befindliche Schneefels wurde beim Passieren der Straße von Gibraltar von einem britischen Torpedoboot aufgebracht.

## Hilfskreuzer-Einsatz

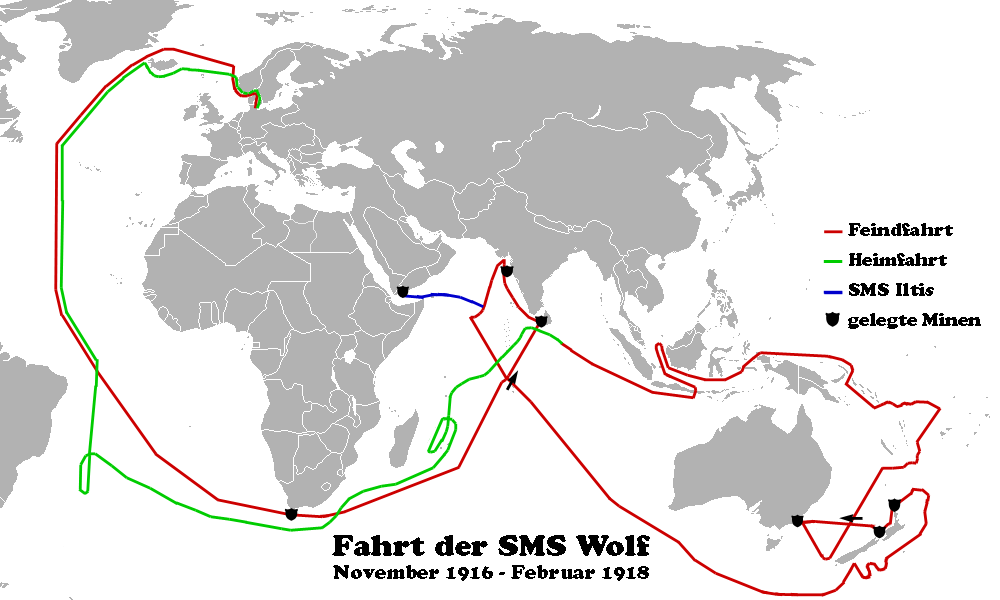
Route der Kriegsfahrt 1916–18

Am 30. November 1916 lief die Wolf unter dem Kommando von Fregattenkapitän Karl August Nerger mit 348 Mann Besatzung vom Skagerrak aus an der norwegischen Küste entlang in den Nordatlantik, umfuhr Island nördlich durch die Dänemarkstraße und ging anschließend auf Südkurs. Nach der Fahrt durch den Nord- und Südatlantik umrundete sie das Kap der Guten Hoffnung, wo sie Minen legte, und durchfuhr dann den Indischen Ozean mit Ziel südasiatische Küste. Dort legte sie Minen vor den Häfen von Bombay und Colombo, bevor sie in den Gewässern Südostasiens, Australiens und Neuseelands mittels ihres Bordflugzeugs Wölfchen gegnerische Schiffe ausfindig machte, die sie später aufbrachte und versenkte (35 Handelsschiffe und zwei Kriegsschiffe mit zusammen zirka 110.000 BRT). Als Piloten waren Leutnant z.S.d.R. Alexander Stein und Oberflugmeister Paul Fabeck mit an Bord.
Im Indischen Ozean rüstete die Wolf ein gekapertes Schiff, die ehemalige Gutenfels, als Hilfskreuzer Iltis zur selbstständigen Kriegsführung aus. Das Kommando führte Kapitänleutnant Iwan Brandes. Die Iltis fiel jedoch nach kurzer Zeit einem britischen Kriegsschiff zum Opfer, nachdem sie im Golf von Aden Minen gelegt hatte.
Im Mai und Juni 1917 führte die Wolf auf der zu dieser Zeit unbewohnten neuseeländischen Insel Raoul im Kermadecarchipel eine Überholung durch, insbesondere die Maschinenanlage bedurfte nach einem halben Jahr pausenlosen Betriebs einer gründlichen Wartung. Nahe der Insel wurden zwei ihrer Prisen, die Wairuna und die Winslow, nach Übernahme der verwendbaren Ladung versenkt. Die an Bord befindlichen Gefangenen durften unter Aufsicht an Land gehen. Zwei Gefangenen gelang kurz vor dem Auslaufen die Flucht von Bord, und mindestens einer könnte die Insel erreicht haben. Eine nach Kriegsende von der neuseeländischen Marine durchgeführte Suche blieb jedoch ergebnislos.
Am 26. September 1917 sichtete das Wölfchen südlich von Ceylon den japanischen Dampfer Hitachi Maru unter Kapitän Seizu Tominaga. Die Hitachi Maru reagierte nicht auf die Stoppsignale der Wolf und auch nicht auf Warnschüsse vor den Bug. Stattdessen beabsichtigte Tominaga, mit dem Heckgeschütz das Feuer auf den Hilfskreuzer zu eröffnen und ihm mit überlegener Geschwindigkeit zu entkommen. Daraufhin wurden vier Salven auf den japanischen Dampfer abgegeben, doch erst ein schwerer Treffer auf seiner Brücke bewegte Tominaga dazu, sein Schiff zu stoppen und zu übergeben. Durch das Geschützfeuer der Wolf waren 16 Menschen ums Leben gekommen; zwei weitere ertranken, da sie in Panik über Bord gesprungen waren. Kapitän Tominaga beging am 7. oder 8. Februar 1918 Suizid, indem er nachts im Nordatlantik unbemerkt über Bord sprang. In einem Abschiedsbrief, der in seiner Kabine gefunden wurde, die er mit Kapitänleutnant Kenkichi Shireizi teilte, begründete er seine Handlung damit, dass er Unglück über seine Passagiere, die Besatzung und deren Familien gebracht und außerdem das Schiff an den Gegner verloren habe. Mit seinem Selbstmord habe er so lange gewartet, bis er seine Besatzung in Sicherheit wusste. Das spurlose Verschwinden des Dampfers führte zu einer groß angelegten Suchaktion durch die japanische Marine, was auf der Wolf durch den abgehörten Funkverkehr zwischen den japanischen Kreuzern festgestellt werden konnte.
Am 10. November 1917 überprüfte die Wolf östlich von Madagaskar den neutralen spanischen Dampfer Igotz Mendi und stellte dabei fest, dass dieser britische Kohle als Konterbande geladen hatte. Daraufhin beschloss Nerger, den Dampfer als Prise nach Deutschland durchzubringen; Prisenoffizier wurde der Leutnant zur See d. R. Karl Rose. Am 24. Februar 1918 strandete die Igotz Mendi aufgrund schlechter Sicht südlich von Skagen auf einer Sandbank. Roses Versuch, die dänischen Behörden über den Charakter des Schiffs als Prise zu täuschen und als ein aus Norwegen kommendes deutsches Handelsschiff auszugeben, misslang. Zur Vermeidung eines diplomatischen Zwischenfalls mit dem Deutschen Reich wurde die Internierung der Besatzung und die Befreiung der Gefangenen nicht durch dänisches Militär, sondern die örtliche Polizei durchgeführt. Die Abbergung sowohl der Gefangenen als auch der deutschen Besatzung in einem schweren Sturm gelang den Seenotrettungsbooten der Station Skagen.

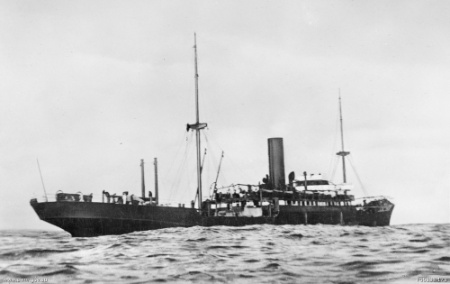
Die Wolf

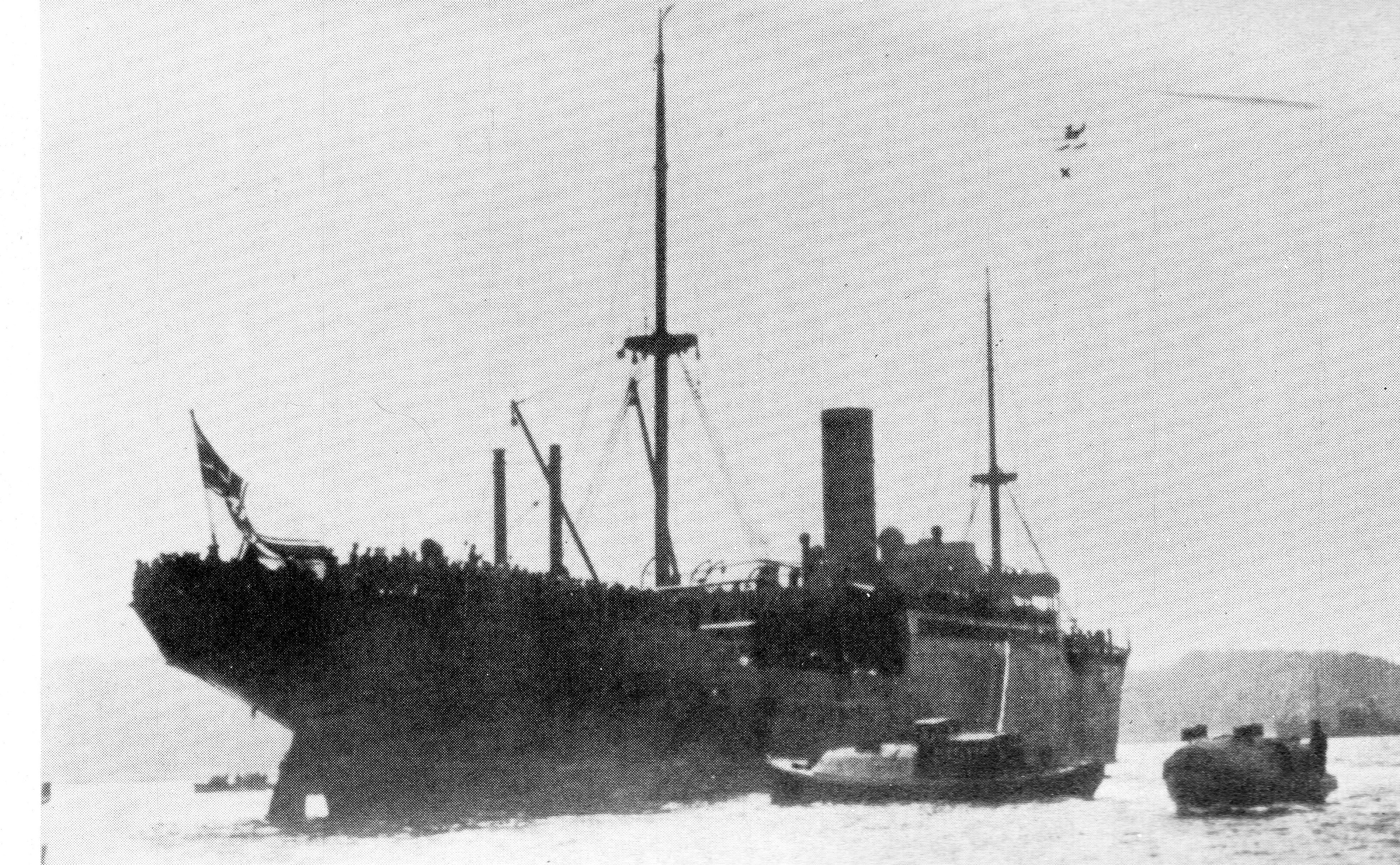
Hilfskreuzer Wolf nach seiner Rückkehr im Kieler Hafen. Aufnahme vermutlich vom Februar 1918.

Nach 451 Tagen und einer Strecke, die etwa dem 2,5-fachen Erdumfang entspricht, kehrte die Wolf im Februar 1918 mit 467 Kriegsgefangenen in ihren Heimathafen Kiel zurück. Das Schiff unternahm damit die längste Feindfahrt eines Kriegsschiffes ohne Unterstützung von außen im Ersten Weltkrieg. Die gesamte Versorgung mit Kohle, Lebensmitteln und anderen Materialien wurde von den aufgebrachten Prisen geholt. Kapitän Nerger wurde nach der Rückkehr der Wolf am 24. Februar 1918 mit dem Orden Pour le Mérite ausgezeichnet und zum Befehlshaber der Vorpostenboote in der Nordsee ernannt. Die gesamte Besatzung erhielt das Eiserne Kreuz.
Danach wurde das Schiff als Hilfskreuzer in der Ostsee eingesetzt.
An Bord der Wolf befand sich auch der Oberheizer und spätere Schriftsteller Theodor Plievier. Seine Erlebnisse an Bord der Wolf verarbeitete er in dem autobiographischen Roman Des Kaisers Kulis. Roman der deutschen Hochseeflotte, der 1929 im Malik-Verlag in Berlin erschien. August Nergers Memoiren SMS Wolf erschienen noch während des Krieges 1918 im Berliner Scherl-Verlag. Der Artillerie-Offizier der Wolf, Kapitänleutnant Fritz Witschetzky, veröffentlichte 1920 seine Reiseerinnerungen in dem Werk Das schwarze Schiff, das mit seinen eigenen Fotografien und einigen Kunstbeilagen ausgezeichnet bebildert ist. Der an Bord befindliche Gefangene Roy Alexander veröffentlichte seine Erlebnisse 1939 unter dem Titel The Cruise of the Raider Wolf. Zur Besatzung der Wolf gehörte auch der Bootsmannsmaat Jakob Kinau, Bruder von Gorch Fock und Rudolf Kinau. Seine Reiseerlebnisse veröffentlichte er 1934 unter dem Titel Adjutant des Todes. Wolfs-Tagebuch, das im Hamburger Quickborn-Verlag erschien.

### Liste der von derWolfaufgebrachten oder versenkten Schiffe

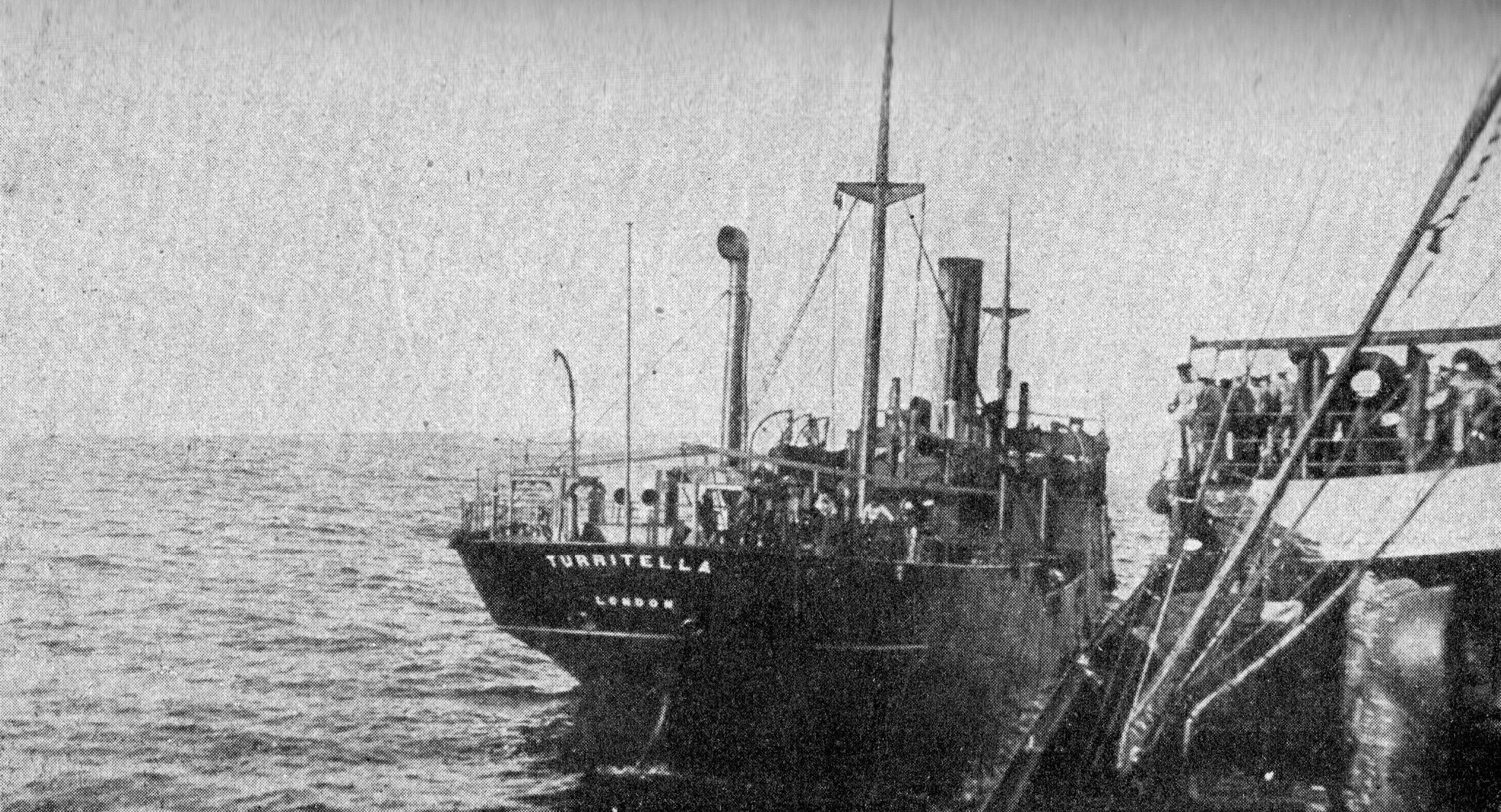
Am 27. Februar 1917 bringt der deutsche Hilfskreuzer Wolf im Indischen Ozean den britischen Dampfer Turritella auf und stellt ihn anschließend als Hilfskreuzer Iltis in Dienst.

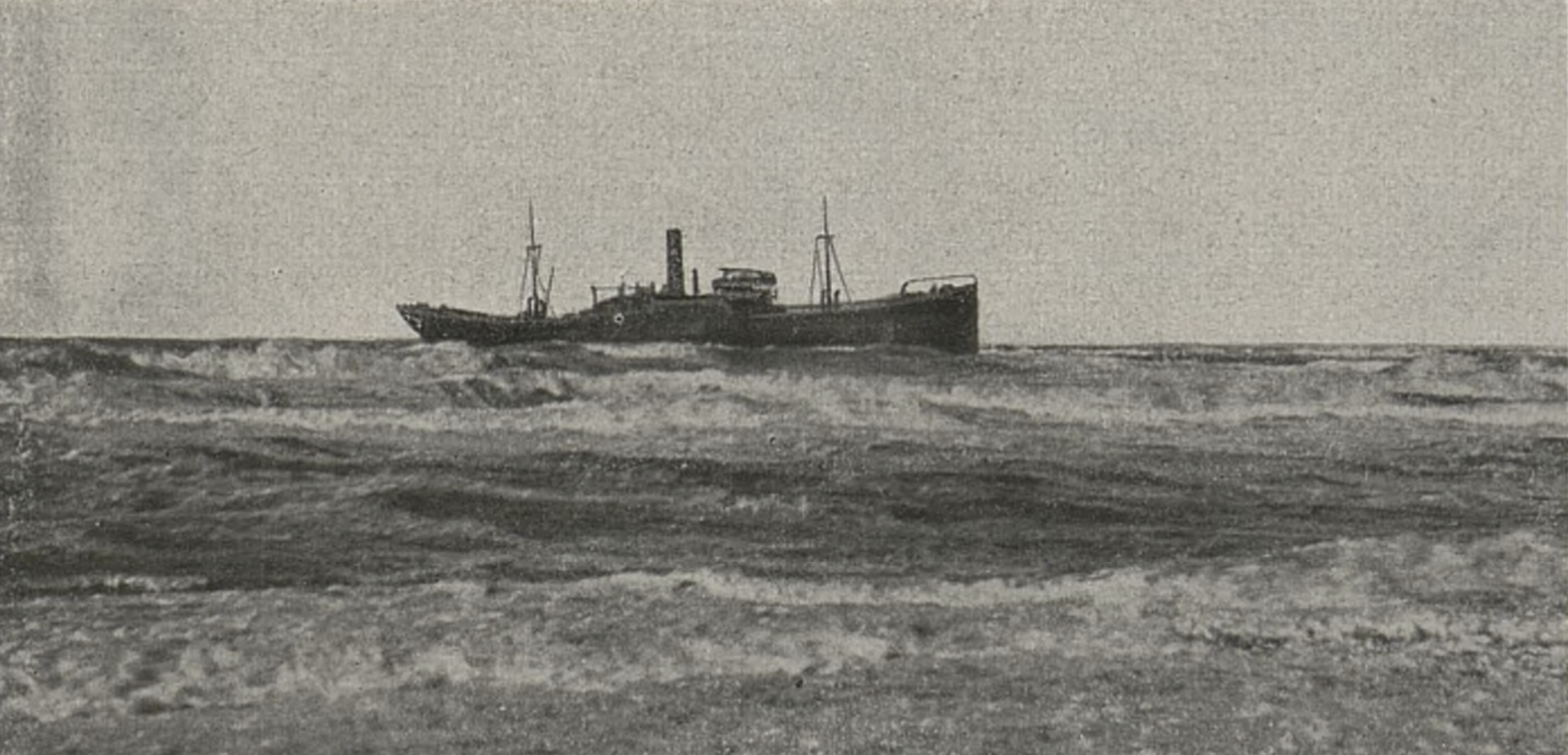
Ship "Igotz Mendi" captured by Germans (1918)

- Britischer Dampfer Matheran, vor Kapstadt, 26. Januar 1917 durch Mine.
- Britischer Dampfer Tyndareus, vor Kap Agulhas, 6. Februar 1917 durch Mine.
- Britischer Dampfer Worchestershire, vor Colombo, 17. Februar 1917 durch Mine.
- Britischer Dampfer Cicilia, vor Kapstadt, 18. Februar 1917 durch Mine.
- Britischer Dampfer Perseus, vor Colombo, 21. Februar 1917 durch Mine.
- Britischer Dampfer Turritella ex Gutenfels, 5528 BRT, Indischer Ozean, durch Wolf aufgebracht am 27. Februar 1917,[5] zum Hilfsschiff Iltis ausgerüstet.
- Britischer Dampfer Jumna, 4152 BRT, Indischer Ozean, durch Wolf versenkt 1. März 1917.[6]
- Britischer Dampfer Wordsworth,  3509 BRT, Indischer Ozean, durch Wolf versenkt 11. März 1917 östlich der Seychellen.[7]
- Bark Dee aus Mauritius, 1169 BRT, Indischer Ozean, durch Wolf versenkt 30. März 1917.[8]
- Spanischer Dampfer C(arlos). de Eizaguirre, vor Kapstadt, 25. Mai 1917 durch Mine.
- Neuseeländischer Dampfer Wairuna, 3947 BRT, Südpazifik, durch Wolf versenkt 2. Juni 1917.[9]
- Britischer Dampfer City of Execeter, vor Bombay, 11. Juni 1917 durch Mine.
- US-4-Mast-Schoner Winslow, 567 BRT, Südpazifik, durch Wolf versenkt 16. Juni 1917.[10]
- Japanischer Dampfer Unkai Maru, vor Bombay, 17. Juni 1917 durch Mine.
- Britischer Dampfer Mongolia, vor Bombay, 23. Juni 1917 durch Mine.
- Australischer Dampfer Cumberland, Gabo Island/Südost-Australien, 6. Juli 1917 durch Mine.
- US-amerikanische Bark Beluga, 507 BRT, Südpazifik, durch Wolf versenkt 9. Juli 1917.[11]
- US-amerikanische Bark Encore, 651 BRt, Südpazifik, durch Wolf versenkt 15. Juli 1917.[12]
- Britischer Dampfer Okhla, vor Bombay, 29. Juli 1917 durch Mine.

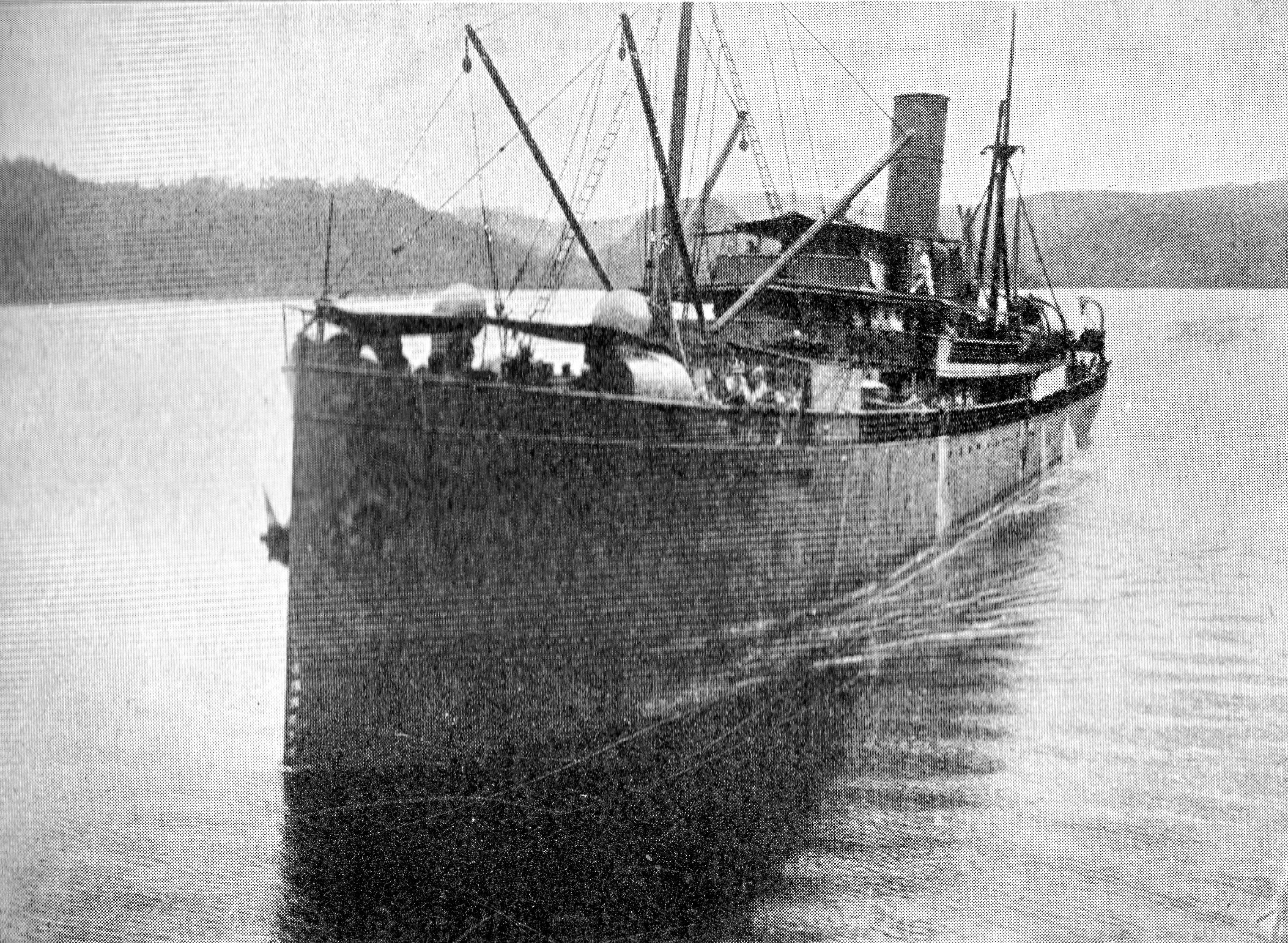
Australischer Passagierdampfer Matunga (ex Zweena) vor Neuguinea, August 1917

- Australischer Dampfer Matunga, 1618 BRT, Südpazifik, durch Wolf versenkt 6. August 1917.[13]
- Britischer Dampfer City of Athens, vor Kapstadt, 10. August 1917 durch Mine.
- Britischer Dampfer Bhamo, vor Kapstadt, 26. August 1917 durch Mine.
- Neuseeländischer Dampfer Port Kembla, vor Wellington, 18. September 1918 durch Mine.

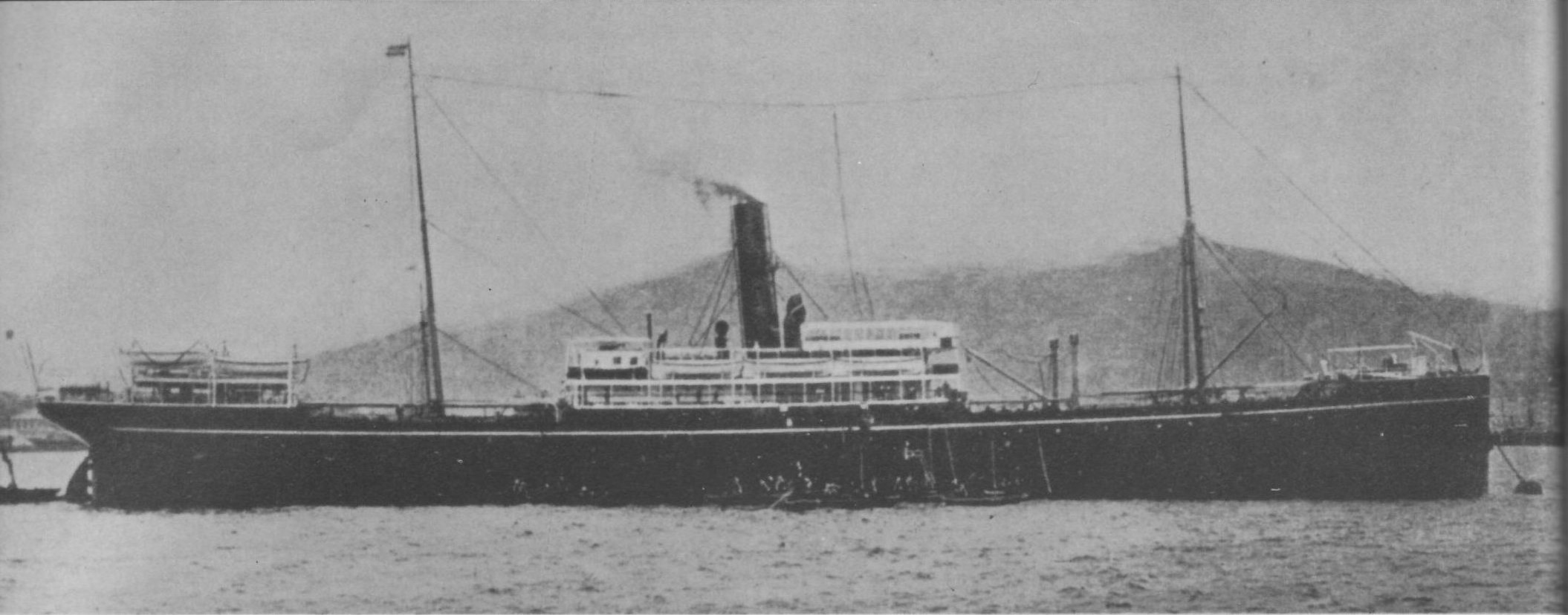
Hitachi Maru II 1906

- Japanischer Dampfer Hitachi Maru, 6557 BRT, Indischer Ozean, durch Wolf versenkt 26. September 1917.[14]
- Spanischer Dampfer Igotz Mendi, 4648 BRT, durch Wolf im Indischen Ozean am 10. November 1917 aufgebracht,[15]
als Prise durch Strandung in dänischen Gewässern vor Skagen Februar 1918 verloren.
- Britischer Dampfer Croxteth Hall, vor Bombay, 17. November 1917 durch Mine.
- US-amerikanische Bark John H. Kirby, 1395 BRT, Indischer Ozean, durch Wolf versenkt 30. November 1917 – 320 sm SO von Port Elisabeth[16]
- Französische Bark Maréchal Davout, 2297 BRT, Atlantik, durch Wolf versenkt 15. Dezember 1917.[17]
- Norwegische 4-Mast-Bark Storebror, 2049 BRT, Atlantik, durch Wolf versenkt 4. Januar 1918.[18]
- Neuseeländischer Dampfer Wimmera, vor North Cape, Neuseeland, 26. Juni 1918 durch Mine.

Angaben nach: R. Guilliatt, P. Hohnen: The Wolf. 2010, S. 306 f.

#### Der Untergang derCarlos de Eizaguirre

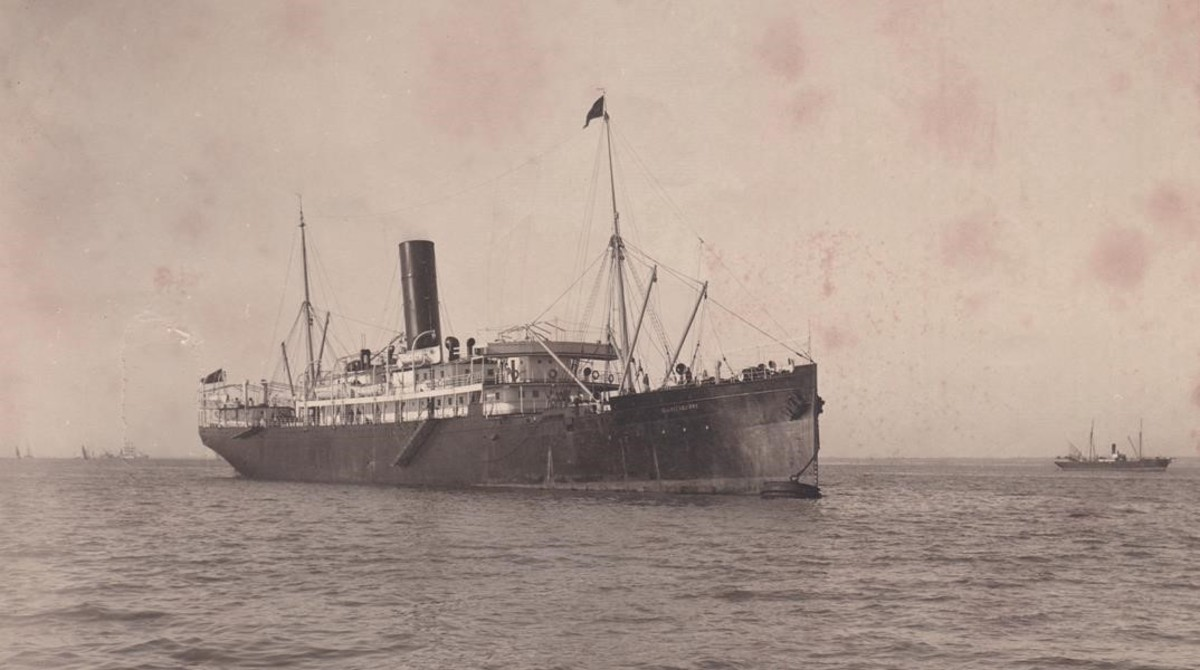
Carlos de Eizaguirre

Die Carlos de Eizaguirre war ein spanischer Postdampfer, der sich auf dem Weg von Cádiz nach Manila befand. Aufgrund der Auswirkungen des Weltkriegs konnten die spanischen Dampfer nicht wie sonst üblich die Route durch den Sueskanal nehmen. An Bord befanden sich neben gut 100 Besatzungsmitgliedern 60 Passagiere, darunter auch Familien mit Kleinkindern. Der Dampfer wurde am 25. Mai 1917 vor Kapstadt in schwerer See von einer Mine der Wolf getroffen. Aufgrund der Dunkelheit, der Auswirkungen des Treffers und der rauen See konnten keine Rettungsmaßnahmen mehr eingeleitet werden; es gelang nicht einmal mehr, einen Notruf abzusetzen. Das Schiff sank innerhalb von vier Minuten. Es überlebten lediglich 22 Besatzungsmitglieder und zwei Passagiere der 1. Klasse, die sich in ein losgeschlagenes Rettungsboot flüchten konnten. 37 Passagiere und 83 Besatzungsmitglieder kamen ums Leben; lediglich acht Leichen wurden in der Umgebung von Kapstadt angeschwemmt.

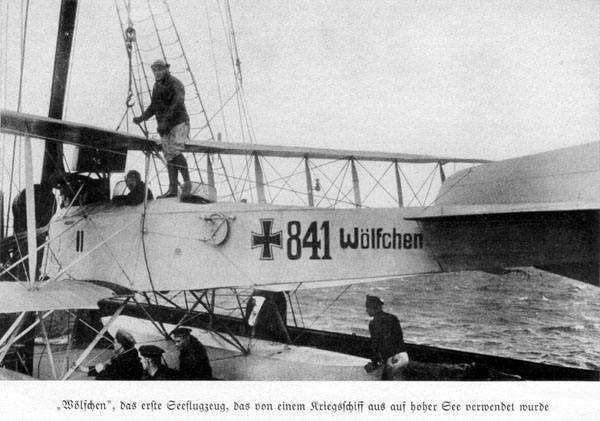
Bordflugzeug Wölfchen
Der Kapitän: Karl August Nerger
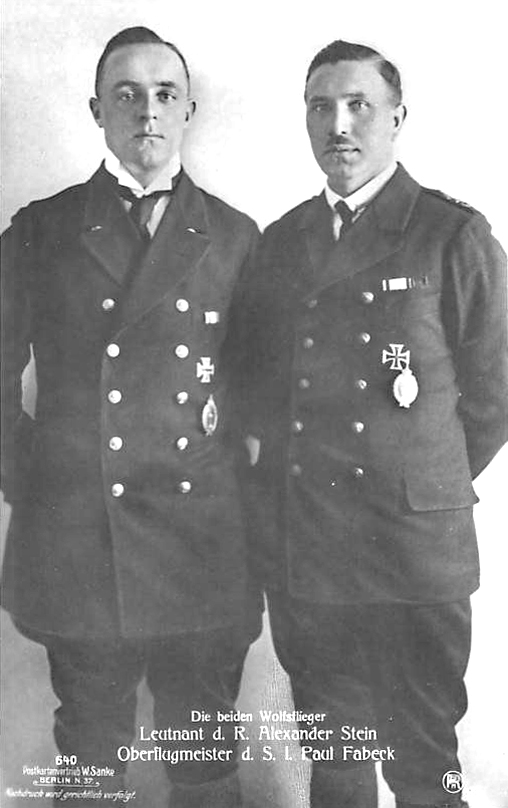
Die Piloten des Wölfchen (Alexander Stein und Paul Fabeck)

## Nachkriegsschicksal
Am 5. April 1919 wurde die Wolf in Brest an Frankreich ausgeliefert, später an die Firma Cie. Messageries Maritimes, Paris, verkauft. Diese ließ eine Passagiereinrichtung in das in Antinous umbenannte Schiff einbauen. Platz war für 70 Passagiere I. Klasse und 50 II. Klasse und auch der Frachtraum war für den Transport von Truppen vorbereitet. Am 7. August 1923 begann das Schiff seine erste Reise über die Französischen Antillen, den Panamakanal und Tahiti bis nach Nouméa. Das Schiff setzte seine Reisen nach Neuseeland und Australien fort, um sich auch mit Rückfracht auszulasten.
Ende 1930 wurde das Schiff aus dem Dienst genommen und im Sommer 1931 zum Abbruch nach Italien verkauft.

### Die Schwesterschiffe
| Name         | Bauwerft                 | BRT tdw   | Stapellauf in Dienst  | weiteres Schicksal |
| Rappenfels   | Bremer Vulkan BauNr. 561 | 5883 9095 | 20.12.1912 15.02.1913 | 1914 aufgebracht: Diyatalawa, 1922 Nigaristan, 24. September 1941 durch Brand verloren                                                                                  |
| Solfels      | Tecklenborg BauNr. 255   | 5821 9055 | 8.04.1913 22.05.1913  | Kohle-/Erztransporte, März 1919 an Großbritannien ausgeliefert, 1920: Bowes Castle, 1931 nach Italien: Angelina Lauro, 1941 britische Empire Advocate, 1945 abgebrochen |
| Schneefels   | Flensburg BauNr. 334     | 5826 8875 | 12.11.1913 1.01.1914  | 1914 aufgebracht: Gibraltar, 1916: Polescar, Februar 1919 nach Neuseeland: Wairuna, 30. Oktober 1945 mit Munition im Atlantik versenkt                                  |
| Frankenfels  | AG Weser BauNr. 202      | 5854 8930 | 13.12.1913 29.01.1914 | 1914 in Kalkutta beschlagnahmt, 1925 Tabaristan, 29. Mai 1941 vor Freetown durch U 38 versenkt                                                                          |
| Greiffenfels | AG Weser BauNr. 201      | 5852 8900 | 10.02.1914 24.03.1914 | aufgelegt, April 1919 an Großbritannien ausgeliefert, 1920 an Belgien: Flandres Armement Deppe, 10. Februar 1940 nach Kollision gesunken                                |
| Sonnenfels   | AG Weser BauNr. 203      | 5850 8860 | 14.11.1914 15.02.1915 | aufgelegt, März 1919 an Großbritannien ausgeliefert, 1920 an Belgien: Luxembourg, 21. Juni 1940 durch U 38 westlich Saint-Nazaire versenkt                              |

## Filme
- S.M. Hilfskreuzer „Wolf“, Deutsches Reich 1918, 12:34 Min., 35 Millimeter-Stummfilm über die Heimkehr nach Kiel (Filme des Bundesarchivs)
- Piraten des Kaisers (=Freibeuter der Meere – Teil 3). Dokudrama, D 2015, 43 min., Buch & Regie: Oliver Hamburger.